# Capillaria feliscati
Capillaria feliscati (synoniemen: Pearsonema feliscati, Trichosoma feliscati) (een blaasworm) is een parasitaire rondworm, die tot het geslacht Capillaria (synoniem: Eucoleus) behoort. De soort wordt gevonden in de urineblaas van katten en soms ook bij honden. In Duitsland bleek uit een onderzoek dat bij tot 2,7 % van de verwilderde katten de rondworm voorkwam. In een twaalf maanden durend onderzoek in Brisbane, Australië, in 1979 bleek dat 18,2 % van de dode katten besmet waren met Capillaria feliscati. In 1959 en 1968 bleek dit 34 respectievelijk 31 % te zijn. Katten onder de acht maanden bleken niet besmet te zijn.
De belangrijkste gastheren zijn zoogdieren, die in het wild voorkomen, zoals vossen, wolven, coyotes en stekelegels. Sommige dieren hebben pollakiurie (kleine beetjes plassen), urine-incontinentie en urineren op abnormale plaatsen. Gerapporteerde behandelingen omvatten fenbendazol en ivermectine.

## Beschrijving
Capillaria feliscati is een draadvormige, geelachtig gekleurde rondworm. De volwassen rondwormen zijn 16-53 mm lang.
De eieren zijn 60 µm lang en 25 µm breed en hebben bipolaire pluggen. De vrouwelijke rondworm is ongeveer twee keer zo groot als de mannelijke.

## Levenscyclus
Bij katten en honden worden de eieren van Capillaria feliscati met de urine uitgescheiden. Buiten de gastheer ontwikkelen in het ei de infectieuze L1-larven. Deze eieren met L1-larven worden opgegeten door de tussengastheer. Dit zijn regenwormen behorend tot de geslachten Lumbricus en Dendrodrilus. In de tussengastheer kruipen de L1-larven in de darm van de tussengastheer uit het ei. De L1-larven kruipen door de darmwand en worden opgenomen in het bindweefsel door het hele lichaam van de regenworm. Als een geschikte zoogdier gastheer de regenworm opeet, zoals een kat of hond, vervellen de L1-larven tot L2-larven, die door de darmwand van de gastheer kruipen en nog een keer vervellen tot L3-larven. De L3-larven worden door de bloedsomloop naar de glomeruli van de nieren getransporteerd. Van daaruit gaan ze via de urineleider naar de urineblaas. 33 dagen na infectie zitten in de urineblaas L3-larven en L4-larven. Hier vervellen ze nog een of twee keer, worden volwassen en planten zich seksueel voort. De vrouwtjes scheiden de bevruchte eieren uit in de urine van de gastheer, bijvoorbeeld die van katten en honden, binnen ongeveer 60 dagen na infectie.